# Nuit de folie (film)
Pour les articles homonymes, voir Nuit de folie et Adventures in Babysitting.
Pour plus de détails, voir Fiche technique et Distribution.
Nuit de folie ou Escapade d'un soir au Québec (Adventures in Babysitting) est un film américain réalisé par Chris Columbus, sorti en 1987. Il s'agit du premier long métrage du réalisateur.

## Synopsis
Chris, une adolescente, accepte de faire la baby-sitter à la suite de l'annulation d'un rendez-vous amoureux. Pensant passer une soirée monotone, elle reçoit un appel de sa meilleure amie, coincée sans le sou dans une gare routière en plein Chicago. Ne pouvant laisser seuls les enfants qu'elle est censée garder, elle les emmène en voiture avec elle, mais tout ne va pas se passer comme prévu…

## Fiche technique
Sauf indication contraire, les informations mentionnées dans cette section peuvent être confirmées par la base de données cinématographiques IMDb,  présente dans la section « Liens externes ».
- Titre original : Adventures in Babysitting
- Titre français : Nuit de folie
- Titre québécois : Escapade d'un soir
- Réalisation : Chris Columbus
- Scénario : David Simkins
- Musique : Michael Kamen
- Direction artistique : Barbara Dunphy
- Décors : Todd Hallowell
- Costumes : Judith R. Gellman
- Photographie : Ric Waite
- Montage : Fredric et William Steinkamp
- Production : Debra Hill et Lynda Obst
- Sociétés de production : Touchstone Pictures et Silver Screen Partners III
- Société distribution : Buena Vista Pictures
- Budget : 7 millions $[réf. nécessaire]
- Pays de production :  États-Unis
- Langue originale : anglais
- Format : couleur - 1,85:1
- Genre : aventure, comédie, policier
- Durée : 102 minutes
- Dates de sortie :
  - États-Unis : 19 juin 1987 (avant-première à New York) ; 1er juillet 1987 (sortie nationale)
  - France : 6 juillet 1988

## Distribution
- Elisabeth Shue (VF : Nathalie Juvet et VQ : Valérie Gagné)[1] : Chris Parker
- Maia Brewton (VF : Aurélia Bruno et VQ : Nicole Fontaine) : Sara Anderson
- Keith Coogan (VF : William Coryn et VQ : Sébastien Dhavernas) : Brad Anderson
- Anthony Rapp (VF : Vincent Ropion et VQ : Daniel Lesourd) : Daryl Coopersmith, meilleur ami de Brad
- Calvin Levels (VF : Gérard Loussine et VQ : Daniel Roussel) : Joe Gipp, le voleur de voitures
- Vincent D'Onofrio (VQ : Marc Bellier) : Dawson le garagiste / 'Thor'
- Penelope Ann Miller (VF : Brigitte Aubry et VQ : Marie-Andrée Corneille) : Brenda, meilleure amie de Chris
- George Newbern (VF : Éric Herson-Macarel et VQ : Antoine Durand) : Dan Lynch
- John Ford Noonan (VF : Jacques Dynam et VQ : Jean Fontaine) : John Pruitt, le dépanneur
- Bradley Whitford (VF : Luc Bernard et VQ : Alain Zouvi) : Mike Todwell
- Ron Canada (VF : Daniel Sarky) : Graydon
- John Davis Chandler (VF : Daniel Brémont et VQ : Hubert Fielden) : Bleak
- Dan Ziskie (VF : Joël Martineau) : M. Anderson
- Lolita Davidovich (VF : Dominique Chauby) : Sue Ann, la fille soûle qui s'éprend de Daryl à la soirée des Kappa
- Marcia Bennett : l'infirmière
- Albert Collins : lui-même

## Production

### Genèse et développement
C'est le premier long métrage de Chris Columbus comme réalisateur, après avoir été scénariste de Gremlins (1984), Les Goonies (1985) et Le Secret de la pyramide (1985).

### Attribution des rôles
C'est le troisième rôle important d'Elisabeth Shue au cinéma après Karaté Kid (The Karate Kid, 1984) où elle interprète Ali Mills, la petite amie du héros, et Link (1986) où elle tient le rôle principal. Elle obtient la consécration, en 1995, grâce à son rôle d'une prostituée dans Leaving Las Vegas qui lui vaut une nomination pour l'Oscar de la meilleure actrice. Son frère Andrew apparaît également dans Nuit de folie comme figurant : c'est le garçon au bar qui traite Daryl de « pénis parlant » lors de la soirée Kappa. Il obtiendra, en 1992, un rôle important dans la série télévisée Melrose Place.
Maia Brewton interprète Sara, la petite fille fascinée par le personnage de Thor et qui porte en permanence un casque ailé, un marteau en caoutchouc et une petite cape rouge. Dans la scène où elle rencontre le garagiste, elle prend celui-ci pour le demi-dieu Thor. Outre ce rôle mémorable, elle se fera également remarquer, en 1990, dans la série télévisée Parker Lewis ne perd jamais où elle interprète le rôle de Shelly, la petite sœur de Lewis qui se conduit comme une véritable chipie. Elle interprète également le rôle mineur de Sally Baines, la petite sœur de Lorraine Baines, dans Retour vers le futur (1985).
Keith Coogan interprète Brad, le grand frère de Sara. Il est le petit-fils de Jackie Coogan, vedette du cinéma muet devenu célèbre dès l'âge de sept ans pour son rôle dans Le Kid (1921), aux côtés de Charlie Chaplin, et qui est à l'origine du California Child Actor's Bill, une loi protégeant le travail des enfants acteurs. Keith a fait de nombreuses apparitions au cinéma et à la télévision, notamment dans Panique chez les Crandell (1991) où il est également question d'une baby-sitter.
Anthony Rapp interprète Daryl, le meilleur ami de Brad. Il se fera connaître, en 1995, par son rôle de Mark Cohen dans la comédie musicale Rent, à Broadway, rôle qu'il reprendra ensuite dans le film homonyme (2005), là encore sous la direction de Chris Columbus.
Penelope Ann Miller interprète Brenda, la meilleure amie de Chris, coincée sans le sou dans une gare routière après avoir fugué. Sa carrière d'actrice naissante aboutira dans les années 1990 avec notamment une nomination au Golden Globe de la meilleure actrice dans un second rôle pour son rôle de Gail dans L'Impasse (1993), aux côtés d'Al Pacino et de Sean Penn.

### Tournage
Bien que le film soit censé se dérouler à Chicago, il a été tourné en majeure partie à Toronto, au Canada[réf. nécessaire].

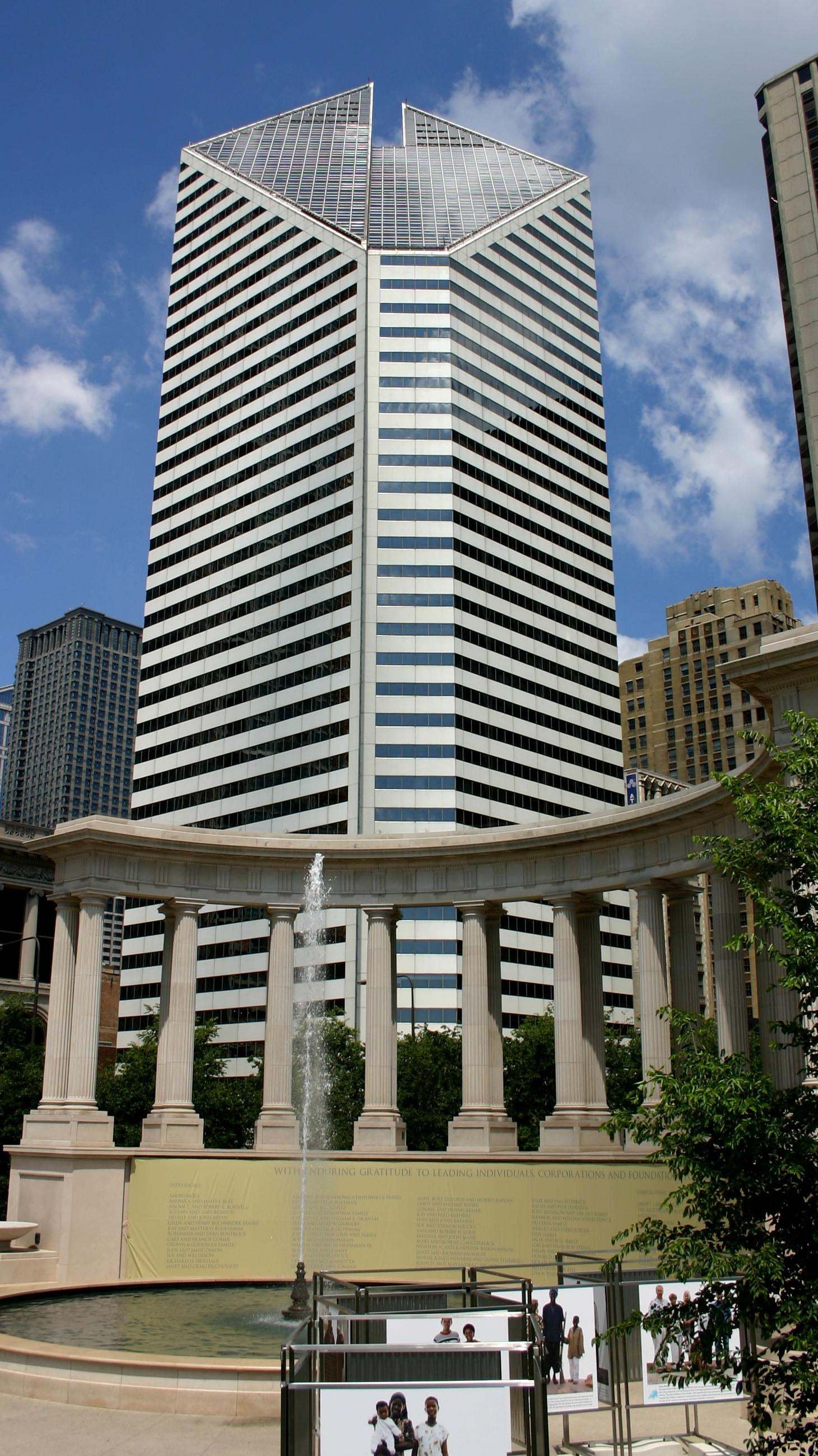
Le Crain Communications Building où se déroule le climax du film.

L'intérieur du club de blues est celui du « Fitzgerald's » qui se trouve à Berwyn (Illinois), en banlieue de Chicago. L'extérieur est celui du « Silver Dollar » de Toronto, comme l'indique d'ailleurs le néon visible lorsque Chris et les enfants quittent le bar.
Le bâtiment, où se déroule le climax du film, est le Crain Communications Building de Chicago, aisément reconnaissable par la forme caractéristique de ses derniers étages.
La gare routière où Brenda se morfond est une ancienne gare routière de Toronto.

### Effets spéciaux
Vers la fin du film, la jeune Sara se retrouve prise au piège sur les vitres du Crain Communications Building, risquant de tomber dans le vide à tout moment. Cette scène a été tournée avec une caméra Introvision qui permet de superposer plusieurs éléments au sein d'une même image, aussi bien devant que derrière les acteurs présents à l'image.

### Musique

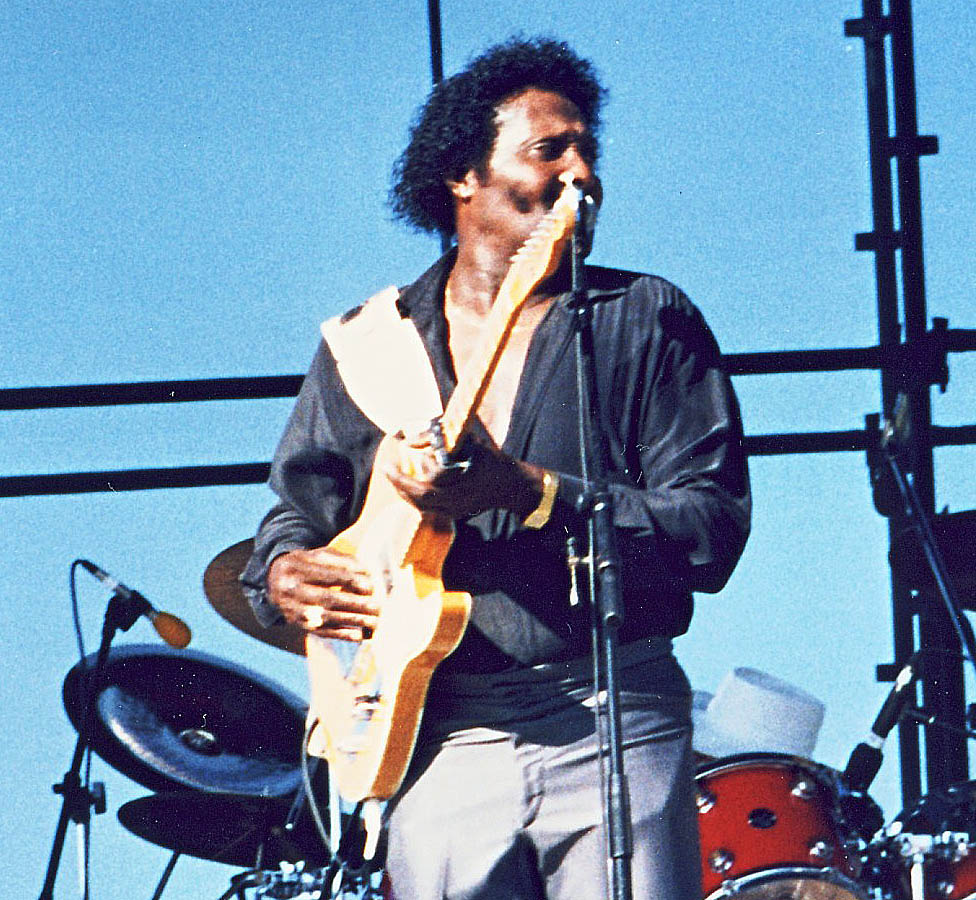
Albert Collins interprète son propre rôle dans une scène mémorable.

| Titre                                          | Interprète                                                                 | Scène(s) |
| ---------------------------------------------- | -------------------------------------------------------------------------- | --- |
| Albert's Smokin' Ice                           | Albert Collins                                                             | Dans le bar de blues.                                                                                                 |
| Babysitting Blues                              | Albert Collins, Elisabeth Shue, Maia Brewton, Keith Coogan et Anthony Rapp | Dans le bar de blues.                                                                                                 |
| Blues Had a Baby and They Named It Rock-n-Roll | Muddy Waters                                                               | |
| Bring It On Home To Me                         | Sam Cooke                                                                  | |
| Evil (is Going On)                             | Koko Taylor                                                                | Joe Gipp amène Chris et les enfants dans son repaire, après avoir volé la voiture.                                    |
| Expressway to Your Heart                       | Southside Johnny & The Asbury Jukes                                        | Lors de la soirée Kappa.                                                                                              |
| Future in Your Eyes                            | Southside Johnny & The Asbury Jukes                                        | Lors de la soirée Kappa.                                                                                              |
| Just Can't Stop                                | Percy Sledge                                                               | Quand Chris arrive chez les Anderson au début du film, puis durant le générique de fin.                               |
| Gimme Shelter                                  | The Rolling Stones                                                         | Dans la voiture entre la soirée Kappa et le garage Dawson.                                                            |
| Real Wild Child                                | Iggy Pop                                                                   | |
| The Brady Bunch Theme                          | Frank De Vol                                                               | Brenda regarde la télé et enlève ses lunettes dans la gare routière.                                                  |
| Then He Kissed Me                              | The Crystals                                                               | Au début du film, quand Chris s'habille pour la soirée galante À la fin du film, en introduction du générique de fin. |
| Twenty Five Miles                              | Edwin Starr                                                                | Chris roule sur la voie express avec les enfants. Chris récupère Brenda à la gare routière.                           |
| What Does It Take (To Win Your Love ?)         | Junior Walker                                                              | |

## Commentaires

### Le magazinePlayboy
Le célèbre magazine masculin américain Playboy apparaît à de nombreuses reprises, jouant un double rôle dans l'intrigue du film. Tout d'abord, la playmate de l'édition de mars ressemble étrangement à Chris, ce qui lui vaut d'attirer l'attention de nombreux hommes. Ensuite, des bandits pourchassent Chris et les enfants car ils ont emporté son exemplaire de Playboy dans lequel figurent des notes compromettantes.

### Les références cinématographiques
Le film La Nuit des masques (1978) passe à la télé au début du film lorsque Chris explique à Sara et Brad qu'elle va devoir les laisser seuls pendant une heure, le temps d'aller chercher Brenda. Le film de John Carpenter a été produit par Debra Hill, également productrice de Nuit de folie.
Le sac à dos de Sara est décoré d'une image de Gizmo, le héros mogwai du film Gremlins (1984) dont le scénario a été écrit par Chris Columbus, le réalisateur de Nuit de folie.
Lorsque le docteur annonce par erreur à Chris que Brad est mort des suites de ses blessures, Chris s'évanouit puis, retrouvant ses esprits et apercevant Brad bien vivant, dit « I had the worst nightmare » (« J'ai fait le pire cauchemar »). Quelques années plus tard, dans Retour vers le futur 3 (1990), vers la fin du film, Marty vient réveiller Jennifer (également interprétée par Elisabeth Shue) qui prononce la même réplique tout en l'étreignant.

### Adaptation télévisée
En 1989, un pilote a été produit par CBS pour une série télévisée inspirée du film. Les rôles principaux étaient interprétés par Jennifer Guthrie (Chris), Courtney Peldon (Sara), Joseph Lawrence et Brian Austin Green (Daryl). Il n'a finalement pas été donné suite à ce pilote.

### Remake
En 2007, Walt Disney Pictures, à qui appartient Touchstone Pictures, annonce un projet de remake intitulé Further Adventures in Babysitting avec Raven-Symoné. À la suite du départ de l'actrice du projet, le studio envisage d'engager Miley Cyrus mais cette dernière n'accepte pas le rôle ce qui met le projet en attente. Le film devait être coproduit par Debra Hill et Lynda Obst, productrices du film original.
En 2015, Walt Disney Television relance le projet sous forme de téléfilm pour la chaîne Disney Channel. Réalisé par John Schultz, il met en scène Sabrina Carpenter et Sofia Carson dans les rôles de deux baby-sitters rivales qui s'embarquent dans une aventure similaire à celle de Chris dans le film original. Le téléfilm est diffusé pour la première fois durant l'été 2016.

## Citations
« Personne ne sort d'ici sans avoir chanté un blues. »